# Molly Tuttle

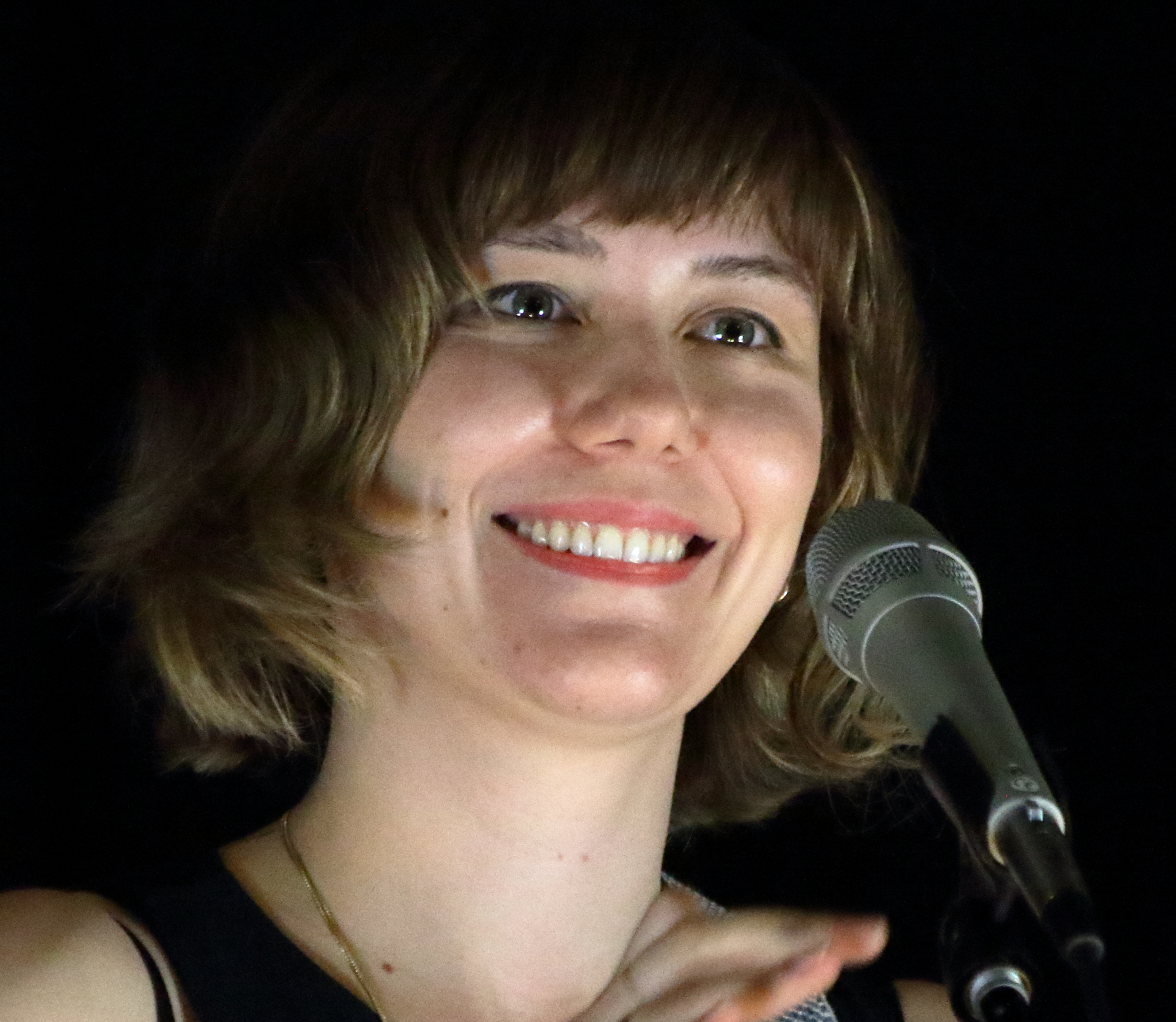
Molly Tuttle

Molly Rose Tuttle (geboren am 14. Januar 1993 in Santa Clara, Kalifornien) ist eine US-amerikanische Sängerin, Songwriterin, Banjospielerin, Gitarristin und Musiklehrerin in der Bluegrass-Tradition.

## Musikalische Laufbahn
Molly Tuttle wurde 1993 in Santa Clara in Kalifornien geboren und ist aufgewachsen in Palo Alto. Im Alter von drei Jahren wurde bei ihr eine Alopecia areata diagnostiziert, die zu einem totalen Haarausfall führte. Mit acht Jahren begann sie mit dem Gitarrenspiel, und mit elf Jahren stand sie erstmals mit ihrem Vater auf der Bühne, dem Bluegrass-Multiinstrumentalisten und -lehrer Jack Tuttle. Im Jahr 2006 nahm sie mit ihrem Vater das Album The Old Apple Tree auf. Mit 15 Jahren trat sie zusammen mit AJ Lee ihrer Familienband The Tuttles bei, zu der auch ihre Geschwister Sullivan (Gitarre) und Michael (Mandoline)  gehören. 2011 machte sie ihren Abschluss an der Palo Alto High School. Im gleichen Jahr veröffentlichten die Tuttles ihr Album Introducing the Tuttles und 2013 das Album Endless Ocean im Eigenverlag. 2012 erhielt Tuttle ein Leistungsstipendium für das Berklee College of Music für Musik und Komposition sowie das erste Hazel-Dickens-Memorial-Stipendium der Foundation for Bluegrass Music. Sie gewann die Chris-Austin-Songwriting-Competition beim Merlefest Music Festival und trat mit ihrem Vater bei A Prairie Home Companion auf.
Während ihres Studiums lernte Tuttle 2014 die weibliche Bluegrass-Gruppe Goodbye Girls kennen und spielte mit ihnen, die Bluegrass, Jazz und schwedische Volksmusik miteinander verbindet, weitere Mitglieder sind Allison de Groot (Banjo), Lena Jonsson (Fiddle) und Brittany Karlson (Bass). Sie veröffentlichten 2014 die EP Going to Boston und 2016 das Album Snowy Side of the Mountain. Sie tourten auch mehrmals durch Jonssons Heimatland Schweden. Tuttle nahm zudem Molly Tuttle & John Mailander auf, eine Duett-EP mit dem Fiddler John Mailander.
Im Jahr 2018 schloss sie sich mit Alison Brown, Missy Raines, Sierra Hull und Becky Buller zu einer Supergroup zusammen. Das Quintett trat am 27. Juli 2018 auf dem Rockygrass Festival in Lyons, Colorado, auf. Ursprünglich als Julia Belles bekannt, wurde die Gruppe später als First Ladies of Bluegrass bekannt. Weitere Auftritte wurden beim Analog at the Hutton Hotel in Nashville am 18. September 2018 und beim IBMA Wide Open Bluegrass Festival am 28. September 2018 gebucht. Außerdem arbeitete sie mit Billy Strings an den Songs Sittin' on Top of the World und Billy in the Lowground zusammen. Die First Ladies of Bluegrass sind auf der ersten Single einer CD von Missy Raines mit dem Titel Royal Traveler zu hören, die 2018 bei Compass Records erschien.

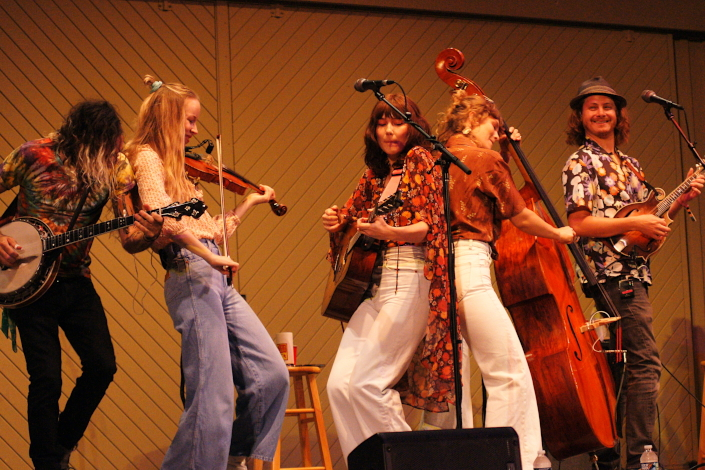
Molly Tuttle & Golden Highway im Blue Ridge Music Center in Galax, Virginia, 3. September 2022

Im Jahr 2015 zog Tuttle von Boston nach Nashville. Ihre EP Rise wurde 2017 nach einer Crowdfunding-Kampagne veröffentlicht. Sie schrieb alle Songs auf dem 7-Song-Album, das von Kai Welch produziert wurde. Zu den Gästen gehörten Darrell Scott, die Milk Carton Kids, Kathy Kallick und Nathaniel Smith. Sie gründete die Molly Tuttle Band, zu der Wes Corbett (Banjo), Joe K. Walsh (Mandoline) und Hasee Ciaccio (Bass) gehören.
Im Jahr 2017 unterschrieb Tuttle bei Alison Browns Compass Records. Am 5. April 2019 veröffentlichte sie ihr Debütalbum When You’re Ready über Compass Records. Als Nächstes veröffentlichte sie im August 2020 But I’d Rather Be with You Again, und 2022 erschien bei Nonesuch Records das Album Crooked Tree von Molly Tuttle & Golden Highway.
Tuttle war eine der wesentlichen Begleitmusiker auf dem im Januar 2025 erschienenen Ringo-Starr-Album Look Up.

## Diskografie
Solo-Alben:
- 2017: Rise (EP)
- 2019: When You’re Ready
- 2020: But I’d Rather Be with You
- 2022: Crooked Tree
- 2023: City of Gold (mit Golden Highway)

The Goodbye Girls:
- 2014: Going to Boston
- 2016: Snowy Side of the Mountain

Molly Tuttle and John Mailander:
- 2014: Molly Tuttle and John Mailander (EP)

The Tuttles & AJ Lee:
- 2012: Introducing the Tuttles with AJ Lee
- 2013: Endless Ocean

Molly and Jack Tuttle:
- 2007: The Old Apple Tree

als Feature-Musikerin:
- 2015: Mile Rocks – Mile Rocks and Friends
- 2017: AJ Lee – AJ Lee
- 2017: Korby Lenker – Thousand Springs
- 2017: Bobby Osborne – Original
- 2017: Billy Strings – Turmoil & Tinfoil
- 2019: Old Crow Medicine Show – Live at the Ryman
- 2021: Béla Fleck – My Bluegrass Heart
- 2025: Ringo Starr – Look Up

## Auszeichnungen
2017 war Tuttle die erste Frau, die von der International Bluegrass Music Association als Gitarristin des Jahres ausgezeichnet wurde. 2018 und 2022 gewann sie diese Auszeichnung erneut und wurde 2018 außerdem von der Americana Music Association zur Instrumentalistin des Jahres ernannt. 2022 wurde sie für die Grammy Awards 2023 für das beste Bluegrass-Album und als beste neue Künstlerin nominiert.

## Belege
1. ↑  Molly Turtle: SPOTLIGHT: Molly Tuttle on ‘The Best Gig I’ve Ever Played’. In: No Depression. 19. April 2019, abgerufen am 2. November 2022 (englisch).
2. 1 2  Kat Harding: Molly Tuttle Is IBMA's First Female Nominee for Guitarist of the Year—And She’s Not Stopping There. In: indyweek. 27. September 2017, archiviert vom Original am 23. Januar 2022; abgerufen am 2. Dezember 2022 (englisch).
3. 1 2 3 4 5 6 7 8  Mark Deming: Biography, Biografie auf allmusic.com; abgerufen am 30. November 2022.
4. ↑  Stephen L. Betts: Molly Tuttle, Becky Buller Lead 2018 Bluegrass Award Nominations auf rollingstone.com, 25. Juli 2018; abgerufen am 30. November 2022.
5. ↑  John Lawless: 2019 IBMA Award nominees announced auf bluegrasstoday.com, 24. Juli 2019; abgerufen am 30. November 2022.
6. ↑  John Lawless: 2022 IBMA Bluegrass Award winners auf bluegrasstoday.com, 29. September 2022; abgerufen am 30. November 2022.
7. ↑  The 2018 Americana Music Award Winners auf kokefm.com, 13. September 2018; abgerufen am 30. November 2022.
8. ↑  Taila Lee: 2023 GRAMMY Nominations: See The Complete Nominees List. In: grammy.com. 15. November 2022, abgerufen am 2. Dezember 2022 (englisch).

| Personendaten    | Personendaten                           |
| ---------------- | --------------------------------------- |
| NAME             | Tuttle, Molly                           |
| ALTERNATIVNAMEN  | Tuttle, Molly Rose (vollständiger Name) |
| KURZBESCHREIBUNG | amerikanische Bluegrass-Musikerin       |
| GEBURTSDATUM     | 14. Januar 1993                         |
| GEBURTSORT       | Santa Clara, Kalifornien                |